# Tales from the Public Domain
«Tales from the Public Domain» (рус. Истории из общественного достояния) — четырнадцатый эпизод тринадцатого сезона мультсериала «Симпсоны». Впервые вышел в эфир 17 марта 2002 года. Это первая серия, где Мардж начала озвучивать Людмила Гнилова.

## Сюжет
Гомеру приходит извещение о просроченной книге из библиотеки, которую он взял, когда родился Барт, да так и не вернул. Гомер вспоминает о том, что он собирался читать эту книгу Барту каждый день, но различные заботы всё время препятствовали этому. Прежде чем вернуть книгу, он решает прочитать детям три истории из неё: об Одиссее, о Жанне д'Арк и о Гамлете.

### D’oh, Brother Where Art Thou?
В этой истории Гомер (Одиссей) доставляет царю Трои (Неду Фландерсу) троянского коня, в котором сидит его армия (Апу, Мо, Карл, Ленни и профессор Фринк). Когда защитники Трои засыпают, Одиссей (Гомер) и его команда убивают троянцев и побеждают. Однако Гомер отказывается принести овцу в жертву, возмущая богов: Зевса (мэр Куимби), Диониса (Барни) и Посейдона (Капитан МакКалистер). Дионис пытается убить Одиссея ударом молнии, но промахивается и вместо этого разрушает Атлантиду. Посейдон буквально уносит Одиссея и его команду к сиренам (Пэтти и Сельма). Кирка (Линдси Нэйгл) превращает команду Одиссея в свиней, которых Одиссей-Гомер вскоре съедает. Кирка приказывает Одиссею, чтобы тот прошёл через царство Аида, для этого ему надо пересечь реку Стикс. После этого Гомер возвращается домой к своей жене Пенелопе (Мардж) и сыну Телемаху (Барту).

### Hot Child in the City
Лиза — Жанна Д’Арк, которая ведёт французов против англичан во время Столетней войны. Несмотря на беспокойство своей семьи, Жанна Д’Арк присоединяется к армии, чтобы поразить врага. Она встречает Короля Франции (Милхауса). Во время сражения англичане захватили Лизу и устроили суд над ней. Она обвинена в колдовстве и приговорена к смерти. Когда Лиза утверждает, что следовала воле Бога, садовник Вилли доказывает, что он был также избран Богом, только чтобы привести англичан к победе. Голос Бога извиняется: он думал, что эти двое никогда не встретятся.
Когда Гомер читает про сожжение Жанны на костре, потрясенная Лиза спрашивает Гомера, действительно ли Жанна Д’Арк обгорела дотла. Мардж тогда прерывает Гомера и говорит, что Жанна Д’Арк была спасена сэром Ланселотом, они поженились и зажили в космическом корабле. Мардж вырывает последнюю страницу из книги и ест её, говоря, что жевать видеокассету про Бемби было куда труднее.

### Do the Bard, Man
Последняя история — о Гамлете (Барт Симпсон). Клавдий (Мо Сизлак) убивает отца Гамлета (Гомера) и женится на его матери (Мардж). Но Гамлет, узнав правду от призрака своего отца, убивает Клавдия и погибает сам. Мать Гамлета, не желая отмывать дом от крови и трупов, убивает саму себя.

## Культурные отсылки
- Название новеллы — «гомеризованное» название фильма «О, где же ты, брат?» (англ. O Brother, Where Art Thou?), а сама история является явной пародией на «Одиссею».
- «Hot Child in the City[англ.]» (Горячая детка в городе) — одна из самых известных песен англо-канадского рок-музыканта Ника Гилдера[англ.], также так назывался один из эпизодов сериала «Секс в большом городе».
- Название истории — отсылка к клипу «Do The Bartman».